# هيروكازو إيشيهارا
هيروكازو إيشيهارا (باليابانية: 石原 広教) (26 فبراير 1999 في كاناغاوا في اليابان – )؛ هو لاعب كرة قدم كان يلعب كمدافع.

## وصلات خارجية
- هيروكازو إيشيهارا على موقع رابطة كرة القدم اليابانية للمحترفين (اليابانية)
- هيروكازو إيشيهارا على موقع قاعدة بيانات كرة القدم.إي يو (الإنجليزية)
- هيروكازو إيشيهارا على موقع Soccerway.com (الإنجليزية)
- هيروكازو إيشيهارا على موقع عالم كرة القدم.نت (الإنجليزية)